# Rheumaptera demolita
Rheumaptera demolita là một loài bướm đêm trong họ Geometridae.